# 薛広徳
薛 広徳（せつ こうとく、生没年不詳）は、前漢の人。字は長卿。沛郡相県の人。漢の御史大夫に至った。

## 略歴
魯の『詩経』を楚国において教授し、龔勝・龔舎も彼に師事した。蕭望之が御史大夫の時、薛広徳を御史属として招聘した。蕭望之は彼としばしば議論して彼が大器であると思い、薛広徳を朝廷の職に就けるべきであると推薦した。薛広徳は博士となり、石渠閣での議論に参加した。その後諫大夫となり、貢禹に代わり長信少府となり、初元5年（紀元前44年）に死亡した貢禹に代わって御史大夫となった。
薛広徳は温かい人柄であったが、三公になると直言して諌めるようになった。
御史大夫になってすぐの頃、元帝は甘泉で祭祀を執り行った後、そのまま留まって狩をした。薛広徳は「関東では人々が困窮し流民化しているのに、陛下は秦の鐘をつき鄭・衛の音楽を聴いておりますが、私はこれを大変傷ましく思います。速やかに宮殿に帰り人々と憂いを共にすることをお願いいたします」と元帝を諌めた。そこで元帝はすぐに宮殿に帰った。
その後、宗廟の祭祀の際に元帝が船に乗って行こうとすると、薛広徳は「橋からお行きなさいませ」と言った。元帝が聞かないでいると、薛広徳は「陛下がお聴きにならないのであれば、私はこれから自ら首を刎ねて血で馬車を汚し、宗廟に入れなくしてしまいましょう」と言った。元帝は不快に思ったが、光禄大夫張猛が「私が聞くところでは君主が聖人であれば臣下は正直であると言います。船に乗るのは危険で橋を使う方が安全です。聖なる君主は危険なことはしないものです。御史大夫の言葉をお聴き入れになるべきです」と言った。元帝は「人に悟らせるにはそのようでなくてはいかん」と言い、橋を使うことにした。
その一月余り後、不作と流民発生のため、薛広徳は丞相于定国・大司馬車騎将軍史高と共に引退を申し出て罷免され、安車や馬や黄金を下賜された。御史大夫就任期間は10カ月程度であった。
薛広徳は故郷の沛郡へ帰り、太守が彼を出迎えた。沛郡では彼を栄誉と思い、元帝から賜った安車を子孫にまで伝えた。